# Концепция мобильного перехода
Концепция «миграционного перехода(мобильного) » Вильбура Зелинского — является одним из трёх миграционных подходов. Согласно автору, концепция демографического перехода должна включать рождаемость, смертность и миграцию.

## Идея концепции
Концепция раскрывает историческую эволюцию миграции населения, закономерность перехода от малоподвижного («сидячего») образа жизни в условиях традиционной экономики к нарастанию территориальных перемещений населения по мере утверждения индустриального общества, связанную с прогрессом в области транспорта и средств коммуникации, расширением информационного пространства, формированием единых национальных, а затем и мировых рынков труда и капитала.
Концепция предложена в 1971 амер. географом В. Зелинским по аналогии и на основе концепции демографического перехода.

«Существуют определённо выраженные закономерности в увеличении территории мобильности, происходящие поэтапно, и эти закономерности представляют существенный элемент процесса модернизации»
Согласно концепции, развитие миграций проходит ряд фаз, примерно соответствующих фазам демографического перехода.
- На начальной из них, совпадающей с демографическим взрывом, развивается массовое движение из деревни в город, осуществляются колонизация сельского населения неосвоенных земель в пределах своей страны, эмиграция, распространяются сезонные миграции, маятниковые миграции и др.
- В дальнейшем несколько ослабевают потоки мигрантов в города и на новые территории, уменьшается эмиграция, но происходит повышение интенсивности возвратных перемещений по мере усложнения пространств, структуры общества.
- Следующая фаза характеризуется сокращениями абсолютных и относительных показателей движения населения из села в город, высоким уровнем межгородской миграции и разл. видов возвратных перемещений, прекращением перемещения нас. в недавно освоенные регионы и даже некоторым обратным движением из последних, а также сильными межгосударственными миграционными потоками квалифицированной рабочей силы.

Миграционный переход сталкивается с определёнными трудностями при объяснении реальных миграционных процессов, усложнённых местной спецификой и многообразием побудительных причин территориальных перемещений населения, однако имеет прогнозно-аналитическое значение.
1. Переход от условий жёстко ограниченной физической и социальной мобильности к более высокой подвижности всегда происходит по мере модернизации общества.
2. В общем случае, мобильный переход идет параллельно демографическому и другим подобным процессам в тесной взаимосвязи с ними.
3. На разных стадиях перехода меняются и многие характеристики миграции: цели, частота, длительность, период, дальность, маршруты, контингент мигрантов, а также характеристики их мест происхождения и назначения.
4. Происходят изменения как в форме, так и в интенсивности социальной мобильности, а также в движении информации, поэтому при определенных условиях потенциальный мигрант сначала может изменить свой социальный статус, прежде чем переместиться физически.
5. На определенном уровне генерализации, на котором перестают быть заметными частные пространственные и временные отклонения, можно заметить, что существует ряд устойчивых наборов миграционных характеристик, которые выражаются во времени в виде последовательных периодов, а в пространстве в виде концентрических зон вокруг точек роста.
6. Со временем процессы мобильного перехода ускоряются ввиду устойчивого накопления и интенсификации причинных факторов в рамках данного сообщества, а также ввиду распространения информации и новых явлений от более развитых обществ к менее развитым.
7. Таким образом, можно выделить общий пространственно-временной сценарий мобильного перехода, который может видоизменяться в каждом отдельном случае.
8. Мобильный переход имеет необратимый характер.

## Пять стадий «мобильного перехода»
1. Первобытно-общинный строй (миграция не характерна)
2. Простые аграрные общества (появление миграции)
3. Среднеразвитые аграрно-ремесленные общества (в начале периода — великое переселение народов)
4. Развитое общество (увеличение иммиграционных потоков преимущественно высоко квалифицированных работников, резкий рост циркуляции населения)
5. Сверхразвитое общество
  1. Рост неквалифицированных иммигрантов из менее развитых стран
  2. Рост некоторых видов современной циркуляции
  3. Установление более жёсткого политического контроля над миграционными процессами
  4. Гибкость предложенных схем позволяет их совершенствовать